# Stelis naviculigera
Stelis naviculigera är en orkidéart som beskrevs av Rudolf Schlechter. Stelis naviculigera ingår i släktet Stelis och familjen orkidéer. Inga underarter finns listade i Catalogue of Life.